# Revolta Constitucional de Angra (1821)
A Revolta Constitucional de Angra (1821), ou Revolta Liberal de Angra, foi um levantamento militar que ocorreu na noite de 2 para 3 de abril de 1821 na cidade de Angra, ao tempo capital da Capitania Geral dos Açores. Conduzida por elementos militares e por alguns civis ligados ao grupo dos deportados da Amazona, sem adesão popular significativa, a revolta foi esmagada por um contra-golpe ocorrido dois dias depois, a 4 de abril, numa violenta reação de que resultou a morte do general Francisco António de Araújo e Azevedo, ex-capitão-general e líder dos constitucionais, alvejado por tiros disparados da parada do Castelo de São João Baptista de Angra quando da janela do Palácio do Governador pretendia falar às tropas amotinadas. Apesar de gorada, e do capitão-general deposto, Francisco de Borja Garção Stockler, ter retomado o poder, esta revolta foi o início do processo de desagregação da capitania e de uma década de instabilidade que culminaria na Guerra Civil Portuguesa de 1828–1834.

## Descrição
Em consequência da revolta liberal do Porto, de 24 de agosto de 1820, nos Açores ocorreram movimentações semelhantes. A primeira revolta ocorreu em Ponta Delgada, a 1 de Março de 1821, um levantamento militar inspirado por elementos civis que, em nome da libertação da ilha de São Miguel daquilo que entendiam como o jugo da Terceira, instalou o regime constitucional naquela ilha e proclamou a independência daquela ilha do Governo de Angra. O capitão-general, Garção Stockler, ainda tentou resistir, mas logo a 2 de Abril desse mesmo ano de 1821, ocorreu em Angra uma revolta constitucional, inspirada pelos deportados da Amazona e pelos seus conversos, que reinstalou no poder o brigadeiro Francisco António de Araújo, o anterior capitão-general, e obrigou o capitão-general Francisco de Borja Garção Stockler a refugiar-se na Praia. Contudo, menos de dois dias depois, na noite de 3 para 4 de Abril, num contra-golpe militar operado pela guarnição do Castelo de São João Baptista do Monte Brasil, o brigadeiro Araújo foi morto e Stockler retomou o poder.
O brigadeiro Araújo permenecera em Angra após ser substituído no cargo e foi morto a tiro a 4 de abril de 1821, aos 48 anos de idade, quando à janela do Palácio dos Governadores do Castelo de São João Baptista tentava acalmar as tropas amotinadas na sequência da revolta de 2 de abril de 1821 que o havia reposto no governo.